# Lasioglossum wheeleri
Lasioglossum wheeleri är en biart som först beskrevs av Mitchell 1960.  Lasioglossum wheeleri ingår i släktet smalbin, och familjen vägbin. Inga underarter finns listade i Catalogue of Life.